# آل بو حمير
آل بو حمير (واحدهم حميري)؛ قبيلة عربية صغيرة من منطقة العين في الإمارات العربية المتحدة. وكانوا يعتبرون من قبيلة المناصير. وأيضاً هم جزء صغير من  اتحاد قبيلة بنو ياس، التي تنتمي إليها عائلة «آل نهيان» الحاكمة في أبو ظبي. وهم مسلمون سنة مالكية وكانوا أنصارًا للحلف الهناوي (أحد الحزبيين السياسيين في عمان)، وفي نهاية القرن العشرين، كانوا يتألفون من حوالي 60 منزلًا في أبو ظبي، حيث يبدو أنهم استقروا هُناك. يتمتع أفراد القبيلة عادًة بعلاقات وثيقة مع أسرة آل نهيان الحاكمة. شغل العديد من أفراد القبيلة مناصب مهمة في إدارة الشيخ زايد بن سلطان آل نهيان والمحكمة الملكية.

## النسب
يعود نسب آل بوحمير إلى قبيلة المناصير.
وقيل انهم من: حميري بن زاهر بن مالك بن الوحيد بن عبدالله بن هبل بن عبدالله بن بكر بن كنانة بن عوف بن زيد اللات بن رفيدة بن ثور بن كلب بن وبرة بن تغلب بن حلوان بن عمران بن الحاف بن قضاعة بن مالك بن عمرو بن مرة بن زيد بن مالك بن حمير.